# Marta gibelina

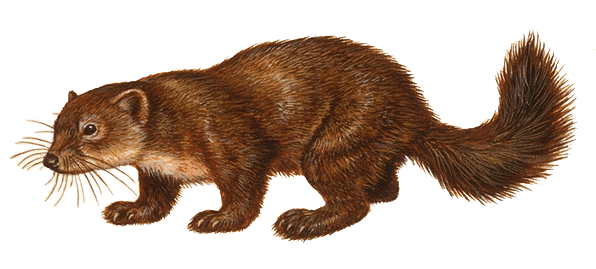
Marta gibelina

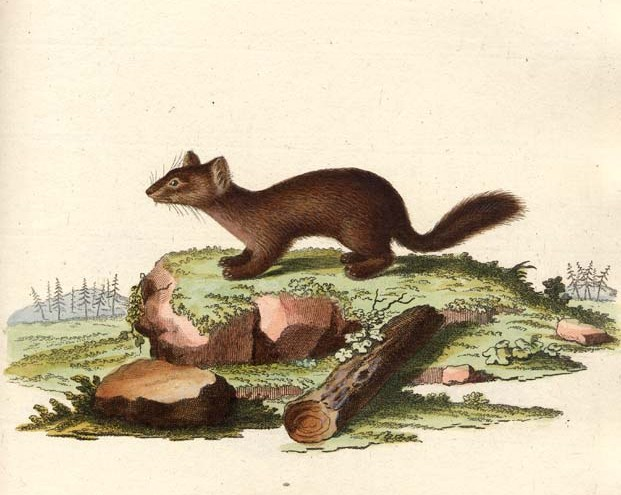
Il·lustració del 1780

La marta gibelina o el mart gibelí (Martes zibellina) és una espècie de mamífer pertanyent a la família dels mustèlids.
Es nodreix principalment de ratolins, esquirols, ous d'ocells, aus petites, peixos i baies. Es troba a la Xina (des de Xinjiang fins al nord-est), el Japó (Hokkaido), Mongòlia, Corea i Rússia (des dels Urals fins a Sibèria, Kamtxatka i Sakhalín). En el passat també se'n trobava al nord d'Escandinàvia i l'oest de Polònia. Les seves principals amenaces són la caça comercial i la tala de coníferes en els seus hàbitats de Sibèria i l'Extrem Orient. A més, la introducció de Martes melampus a Hokkaido ha suposat un seriós contratemps per a la supervivència de Martes zibellina brachyura, la subespècie endèmica del país.

## Subespècies
- M. z. angarensis (Timoféiev i Nadéiev, 1955).[12] Vall del riu Angarà (conca del riu Ienissei, Rússia)[13]
- M. z. arsenjevi (Kuznetsov, 1944).[14] Rússia[15]
- M. z. averini (Bashanov, 1943).[16] Kazakhstan i massís de l'Altai[13]
- Marta gibelina del Japó o mart gibelí del Japó,[17] M. z. brachyura (Temminck, 1844).[18] Hokkaido (Japó)[13]
- M. z. ilimpiensis (Timoféiev i Nadéiev, 1955).[19] Sibèria[13]
- M. z. jakutensis (Novikov, 1956).[20] Euràsia[15]
- M. z. kamtschadalica (Birula, 1919).[21] Àsia[15]
- M. z. linkouensis (Ma i Wu, 1981).[22]
- M. z. obscura (Timoféiev i Nadéiev, 1955).[23] Sibèria central[13]
- M. z. princeps (Birula, 1922).[24] Iakútia (Sibèria central, Rússia)[13]
- M. z. sahalinensis (Ogniov, 1925).[25] Sakhalín[13]
- M. z. sajanensis (Ogniov, 1925).[26] Euràsia[15]
- M. z. schantaricus (Kuznetsov, 1941).[27] Euràsia[15]
- M. z. tomensis (Timoféiev i Nadéiev, 1955).[28] Oest de Sibèria[13]
- M. z. tungussensis (Kuznetsov, 1944).[29] Sibèria[13]
- M. z. yeniseensis (Ogniov, 1925).[30] Euràsia[15]
- M. z. zibellina (Linnaeus, 1758).[31] Euràsia[15][32]